# Phyllobius calcaratus
Phyllobius calcaratus es una especie de escarabajo del género Phyllobius, familia Curculionidae. Fue descrita científicamente por Fabricius en 1792.
Se distribuye desde Europa hasta Siberia. Vive en los arbustos.

## Descripción
Mide 7-12 milímetros de longitud. El cuerpo es negro, pero está cubierto de escamas alargadas parecidas a pelos que le dan al insecto una apariencia marrón verdosa muy variable. Las patas son de color marrón rojizo.